# Cymbals Eat Guitars
Cymbals Eat Guitars var ett amerikanskt indierockband från New York. Deras debutalbum Why There Are Mountains fick utmärkelsen "Best New Music" av Pitchfork och ett betyg på 8.3/10.

## Historia
Sångaren Joseph D’Agostino och trummisen Matt Miller släppte ett album under namnet "Joseph Ferocious" när de gick i High school.  Efter High school gick de i olika colleges.
Sommaren 2007 började D’Agostino och Miller spela in demos på låtar som till sist skulle finnas på deras första album. Efter det började de att leta efter medlemmar att kunna spela live med.
2009 släpptes Why There Are Mountains. Albumet fick bra recensioner av kritiker. Groove beskrev albumet med orden "[...] experimentell indierock med mycket inspiration".
Bandet turnerade intensivt efter släppet av sitt första album och besökte bland annat Way Out West sommaren 2010. I början av juni 2011 utannonserades deras andra studioalbum, Lenses Alien. Det släpptes 30 augusti 2011.
2014 släpptes tredje skivan Lose och 2016 släpptes Pretty Years. 2019 bekräftade sångaren Joseph D'Agostino att gruppen hade spelat sina sista spelningar i slutet av 2017 och därmed splittrats.

## Diskografi

### Studioalbum
- 2009 – Why There Are Mountains
- 2011 – Lenses Alien
- 2014 – Lose
- 2016 – Pretty Years